# Angèle Hug
Angèle Hug, född 30 juli 2000, är en fransk kanotist som tävlar i kanotslalom.

## Karriär
Vid olympiska sommarspelen 2024 i Paris tog Hug silver i kajakcross. Vid EM 2025 i Vaires-sur-Marne tog hon silver i individuell kajakcross samt silver i lagtävlingen i C1 tillsammans med Laurène Roisin och Doriane Delassus.